# Forze armate del Senegal
La missione delle forze armate senegalesi è di garantire la difesa nazionale e, a tal fine, garantire in ogni momento, in ogni circostanza e contro ogni forma di aggressione, la sicurezza e l'integrità del territorio del Senegal e della sua popolazione.
Contribuisce inoltre al rispetto di alleanze, trattati e accordi internazionali. L'attuazione della politica di difesa è decisa dal Presidente della Repubblica, che è responsabile della difesa nazionale, di cui esercita la direzione generale e militare.
Ogni ministro è responsabile della preparazione dell'esecuzione delle misure di difesa che incombono al dipartimento di cui è responsabile. Il capo dello stato maggiore degli eserciti (CEMGA) assiste il ministro incaricato delle forze armate per l'organizzazione generale, il condizionamento delle forze e il coordinamento congiunto. È responsabile della preparazione di piani e operazioni militari.

## Organizzazione

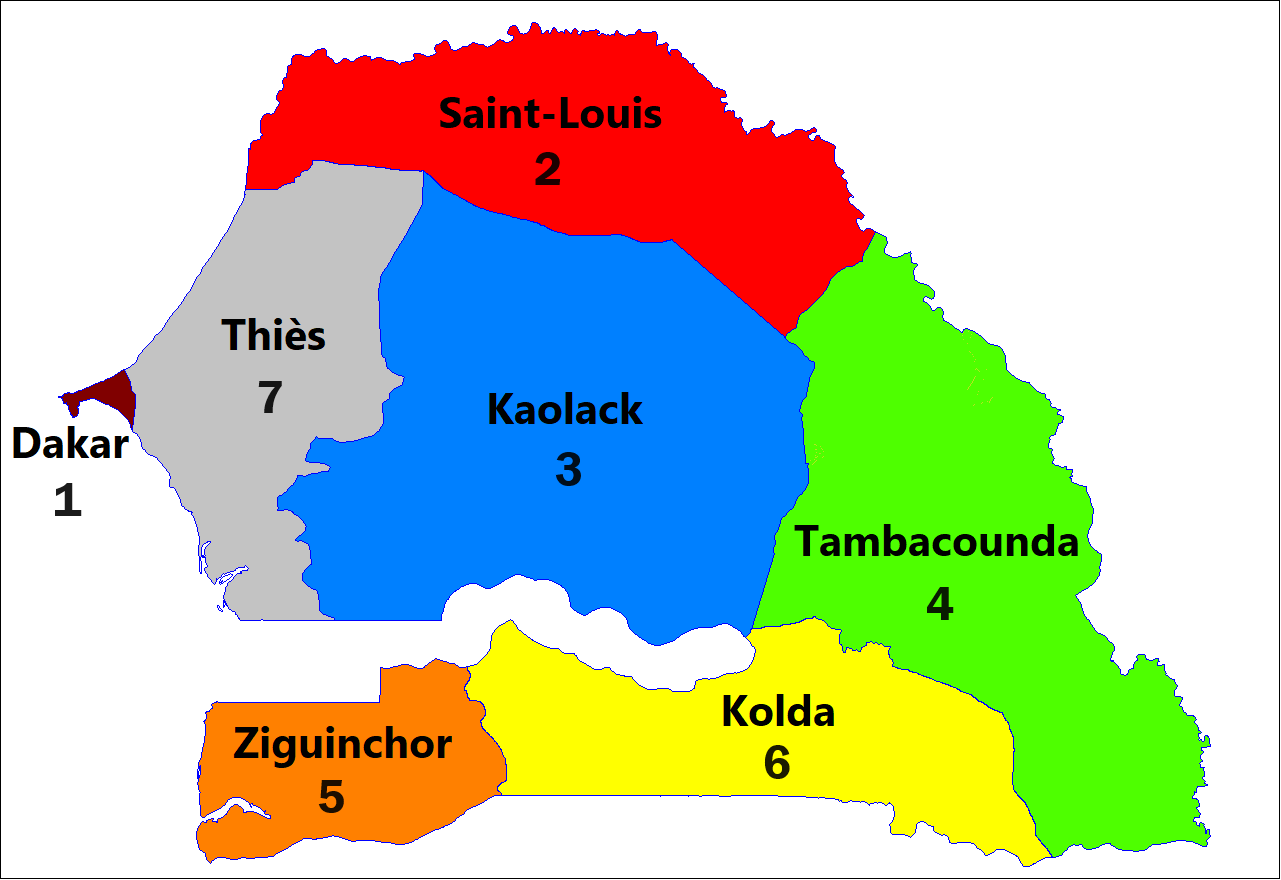
Il territorio senegalese è diviso in sette distinte zone militari, delimitando i raggi di azione delle diverse unità territoriali.

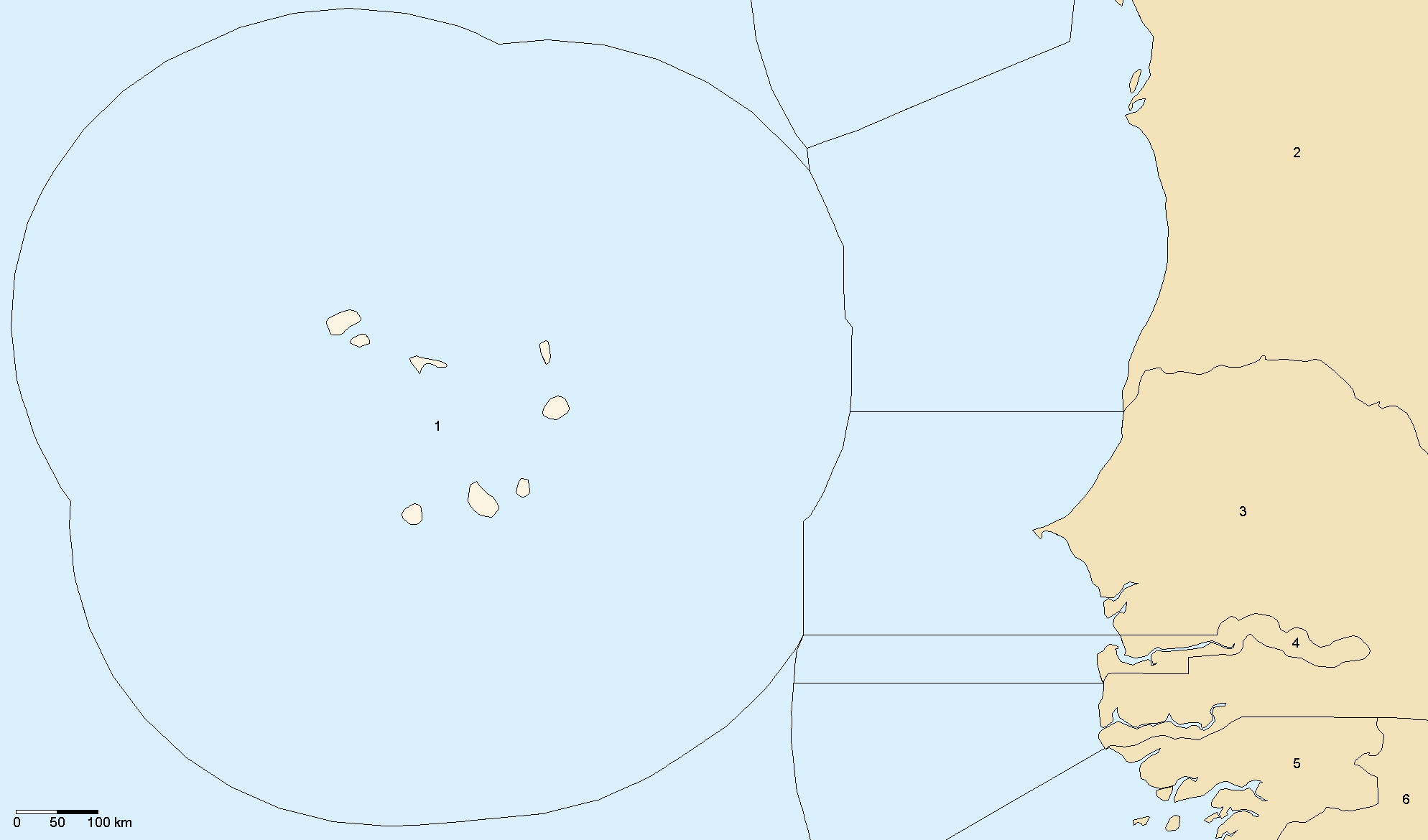
Zona economica esclusiva (ZEE) della Repubblica del Senegal e dei suoi vicini.

In applicazione della legge 84-62 del 16 agosto 1984 integrata dalla legge 89-02 del 17 gennaio 1989, le forze armate includono:
a livello di presidenza della Repubblica:
- un capo di stato maggiore del presidente della Repubblica (Senegal)
- un ispettore generale delle forze armate (Senegal)
- una casa militare

a livello di ministero delle forze armate:
- gli eserciti (stato maggiore degli eserciti)
- la Gendarmeria Nazionale (Alto Comando della Gendarmeria Nazionale)
- Indicazioni di servizio
- Centro direzionale di Dakar

Il ministro delle forze armate ha:
- un gabinetto
- organizzazioni correlate
- dei dipartimenti di servizi correlati
- dello stato maggiore delle forze armate
- dell'Alto Comando della Gendarmeria Nazionale

Lo stato maggiore delle forze armate è organizzato come segue:
- Capo di stato maggiore delle forze armate
- Vice capo di stato maggiore delle forze armate
- Vice Capo Operazioni
- Assistente responsabile della logistica
- Vice Capo Amministrazione
- Vice capo risorse umane
- Comando della formazione

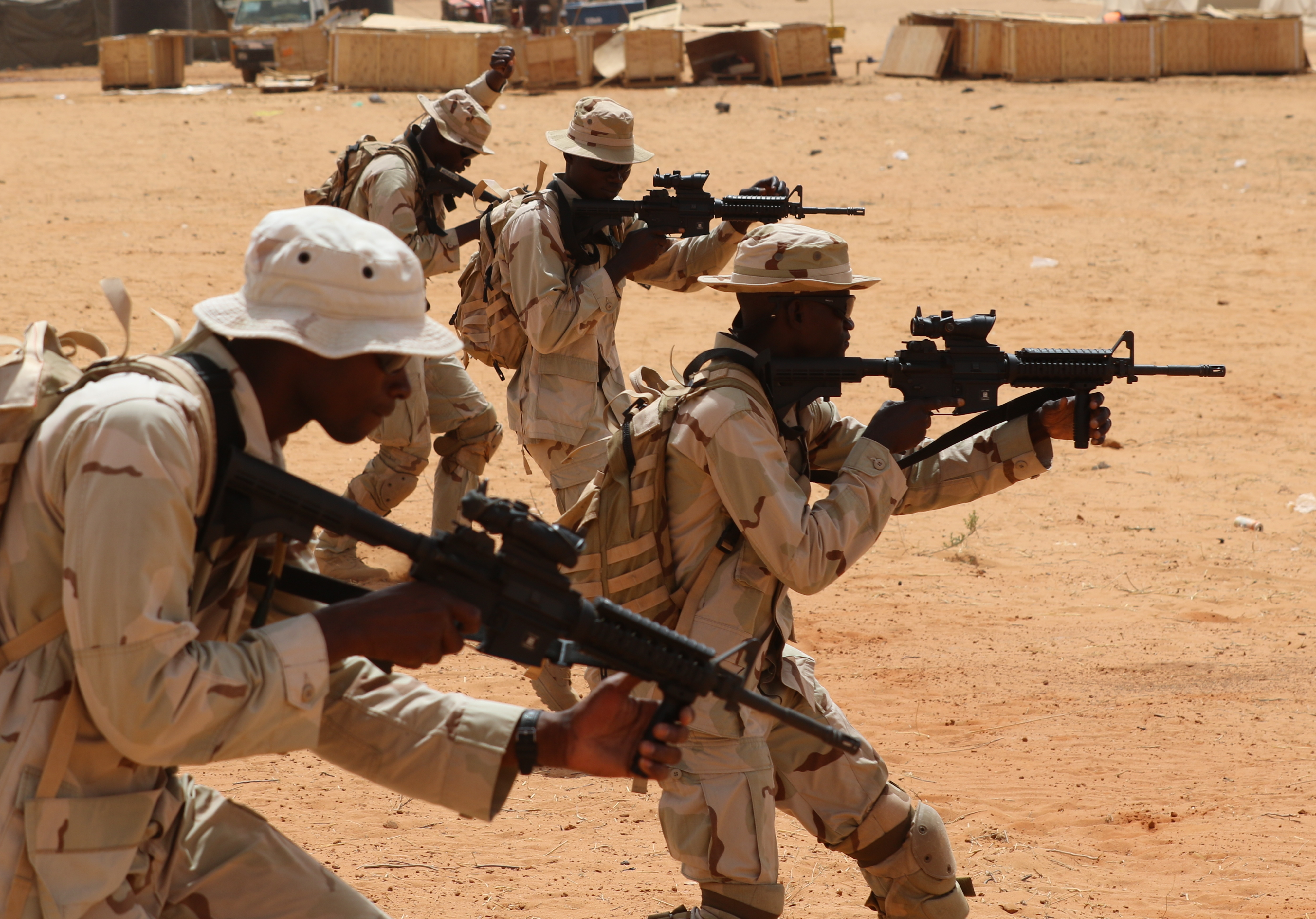
soldati armati del fucile d'assalto M4A1 durante un esercizio nel 2018.

Decano e nucleo degli eserciti senegalesi, l'esercito ha apportato continui cambiamenti che hanno rafforzato le sue capacità di intervento. Regolarmente ristrutturato e riorganizzato dal 1960 ad oggi, l'esercito senegalese ha rafforzato negli anni il suo ruolo nella preparazione delle unità.

### Organizzazione
L'esercito è attualmente il principale componente dell'esercito senegalese con oltre la metà della forza (circa 10.000 soldati). È organizzato intorno a uno staff con due divisioni responsabili delle operazioni e della logistica. È inoltre organizzato attorno a unità territoriali comprendenti:
- battaglioni di fanteria supportati da sezioni di artiglieria pesante la cui missione è di proteggere i confini.
- battaglioni di ricognizione e di supporto (BRA) che costituiscono riserve zonali grazie alla loro flessibilità, mobilità e potenza di fuoco.

Infine, possiede diverse unità di riserva generale che costituiscono una forza di intervento attrezzata e armata per essere proiettata su qualsiasi punto del territorio nazionale.

### Equipaggiamenti

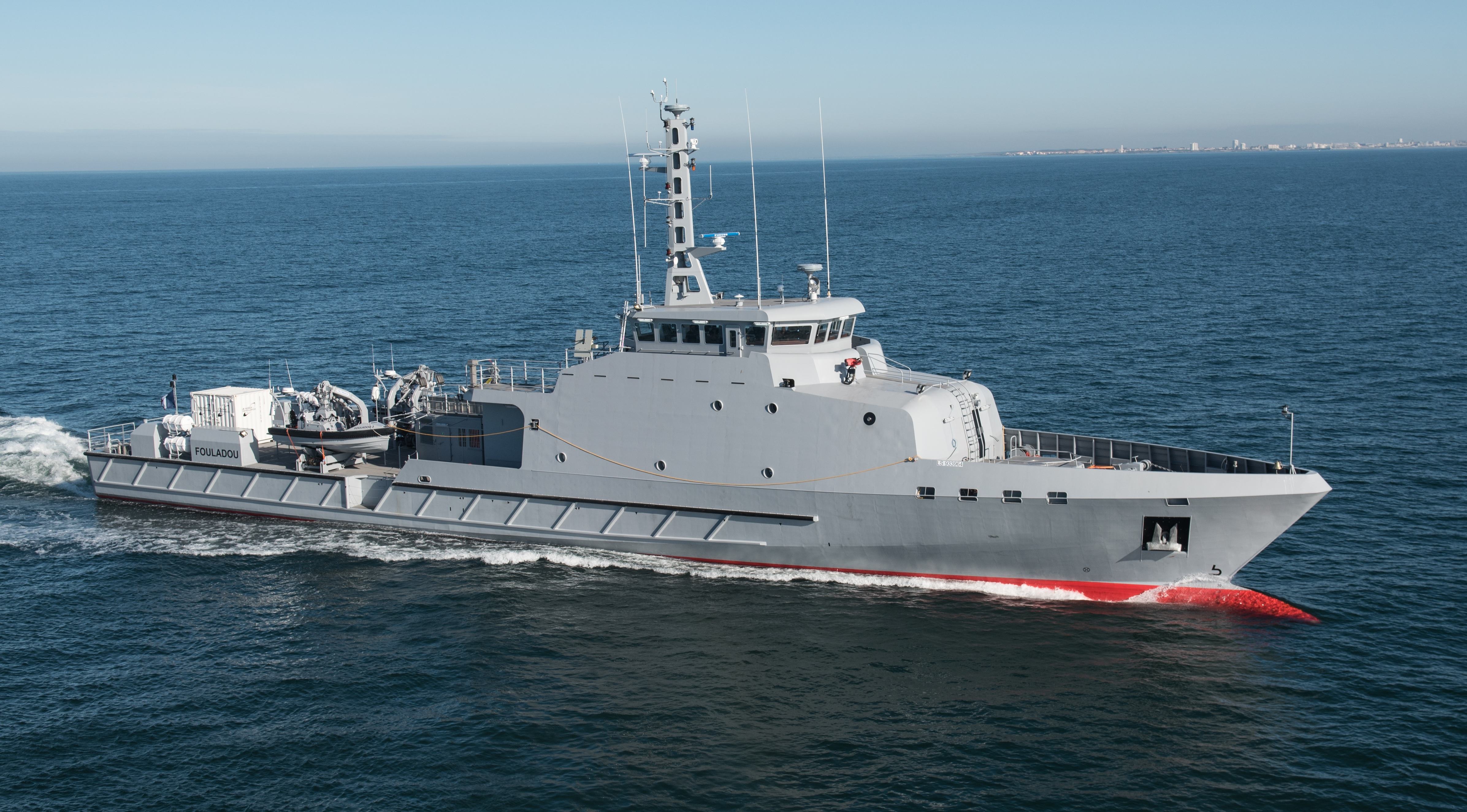
Il Fouladou, fiore all'occhiello dal 2016

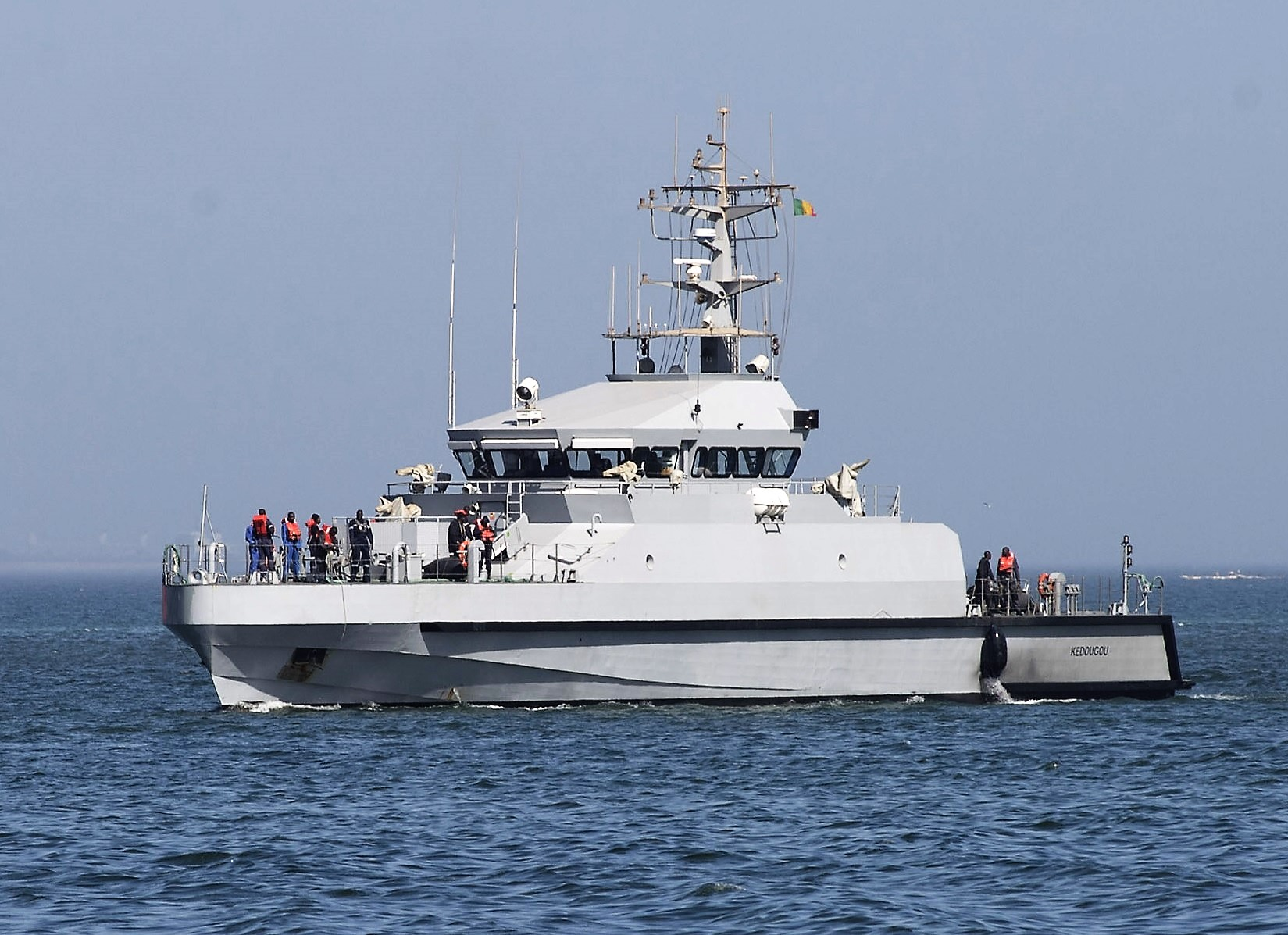
La pattuglia Kédougou, OPV 45 della marina senegalese dal 2015

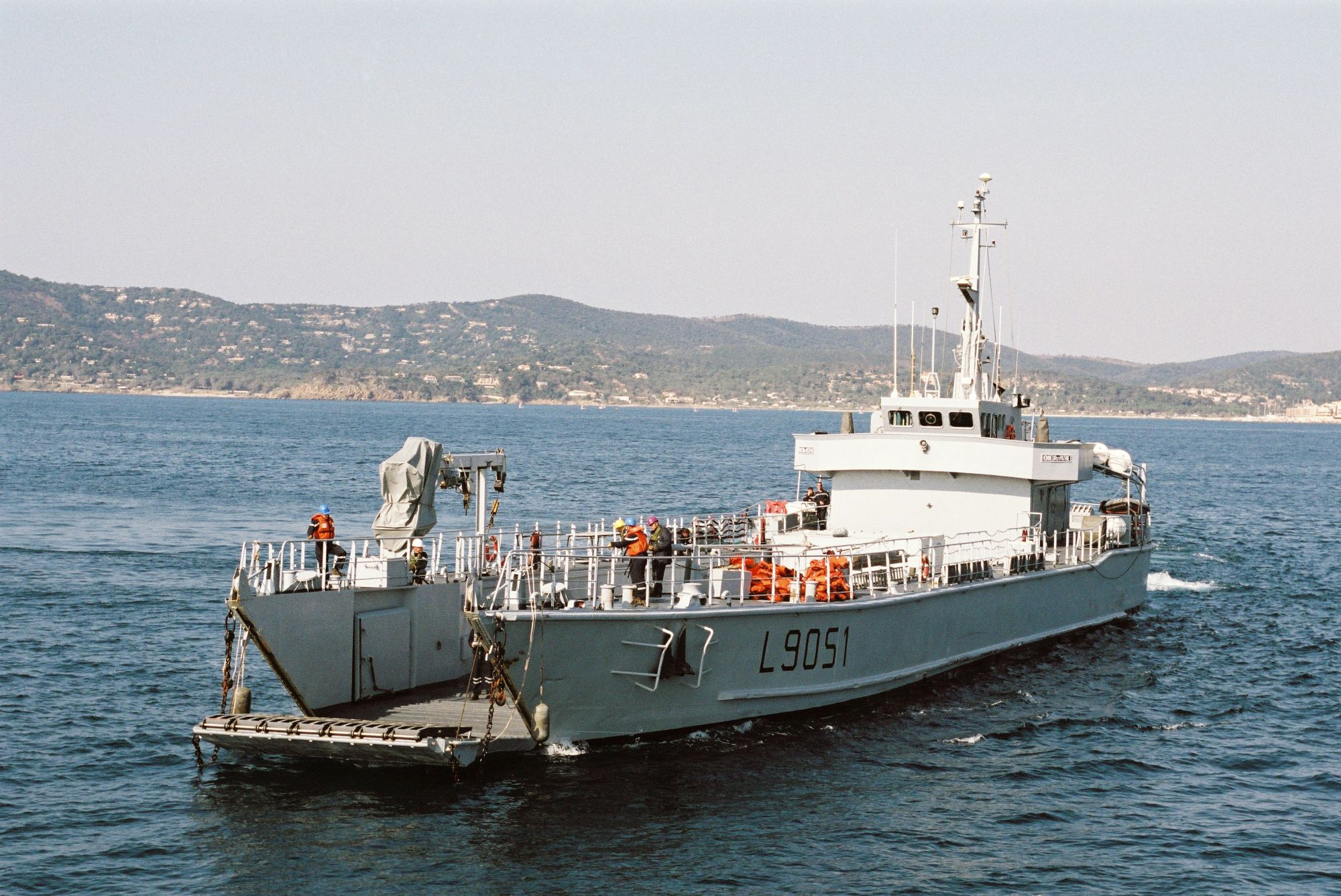
Gorée, ex nave da sbarco della marina francese

| Armi portatili      | Armi portatili | Veicoli e veicoli blindati leggeri | Veicoli e veicoli blindati leggeri | Veicoli e veicoli blindati leggeri | artiglieria              |
| Fucile d'assalto    | Razzi          | Trasporto truppe                   | Leggero corazzato                  | Veicolo di intervento              | mortaio                  |
| ------------------- | -------------- | ---------------------------------- | ---------------------------------- | ---------------------------------- | ------------------------ |
| M16A2               | RPG-7          | Serie M35                          | AML-60 (28)                        | Dozor-B Oncilla                    | Miss 27/31               |
| M4A1                | AT4            | M809                               | AML-90 (24)                        | RAM MkIII                          | MO 120 RT (8)            |
| FAMAS F1            | LRAC F1 (36)   | M818                               | VXB 170 (12)                       | Humvee                             | obice                    |
| HK G36              | MILANO (4)     | M3 Half-track                      | M3 Panhard (12)                    | M151                               | M116 (6)                 |
| HK G3               | Eryx           | Humvee                             | M8 (10)                            | RG-31 Nyala                        | M2A2 (8)                 |
| Pistola automatica. | Mitragliatrici | Casspir (9)                        | M20 (4)                            | PUMA M26                           | TRF1 (8)                 |
| Sig-Sauer P220      | FN M2HB        | Aviazione leggera                  | WMA301 (12)                        | APC Mamba                          | Miss 50 (6)              |
| PAMAS G1            | AAN F1         | SA.341H Gazelle (1)                | WZ551 (13)                         | Toyota 70 Series                   | Antiaerei e altri        |
| Fucile da cecchino  | M60            | SA.330F Puma (2)                   | EE-11 Urutu                        | -                                  | EPZ-2                    |
| FR-F2               | FN Minimi      | Alouette III SA.316 (2)            | -                                  | -                                  | Antiaircraft Cannon (33) |
| SVD                 | -              | -                                  | -                                  | -                                  | BM-21 Grad-U (8)         |
| PGM                 | -              | -                                  | -                                  | -                                  | -                        |
| M110                | -              | -                                  | -                                  | -                                  | -                        |

## Marina Nazionale

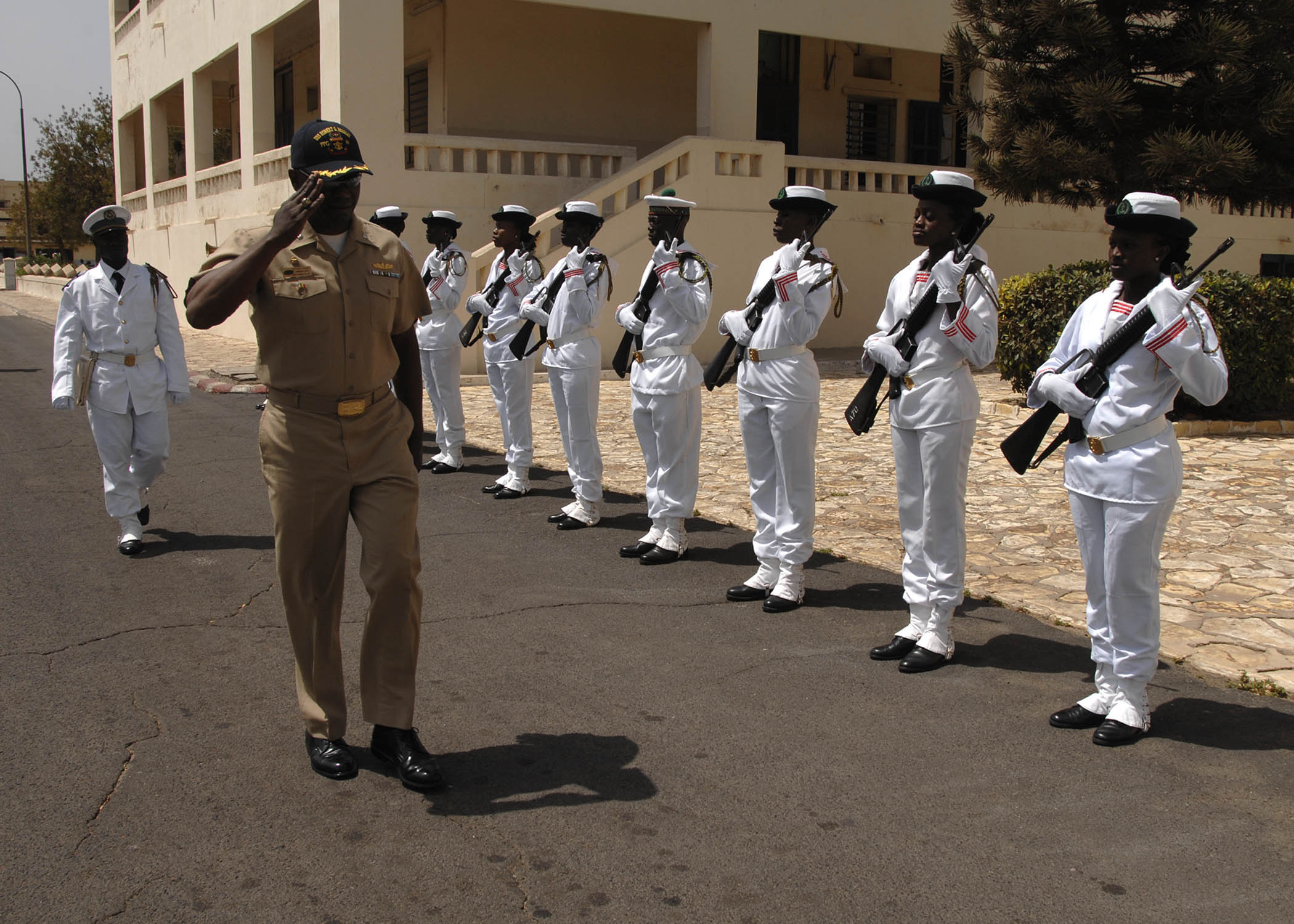
Ricevimento del comandante USS Robert G. Bradley presso la base navale Amiral Faye Gassama a Dakar nel 2011.

Situato all'estremo ovest del continente africano, il Senegal occupa una posizione strategica di scelta grazie a una facciata marittima estesa da una zona economica esclusiva di duecento miglia particolarmente ricca di risorse halieutiche e minerarie. Da questa situazione emerge l'importanza della Marina senegalese creata nel 1961, che, subito dopo l'indipendenza, è responsabile della conservazione degli interessi dello stato in mare e ora conta circa 1 000 soldati.

### Organizzazione
La Marina comprende uno staff e tre (03) corpi:
- Raggruppamento navale operativo (GNO): responsabile dell'implementazione delle unità navali raggruppate nelle flotte High Sea Patrol (PHM), Coastal Surveillance Buildings (BSC) e Fast Coast Vessels (VCR) e Transport Group (DTIS).
- Navy Support Group (GSM)   : responsabile della sicurezza delle infrastrutture portuali, manutenzione e riparazione delle unità navali, formazione del personale e supporto logistico.
- Gruppo di sorveglianza fluvio-marittima (GSFM)   : responsabile della sorveglianza e della protezione delle zone marittime e fluviali.

### Equipaggiamenti
| Nave | Origine                  | Commissionato            | Classe                   | Lunghezza                |
| Offshore Patrolman (PHM) | Offshore Patrolman (PHM) | Offshore Patrolman (PHM) | Offshore Patrolman (PHM) | Offshore Patrolman (PHM) |
| --- | ------------------------ | ------------------------ | ------------------------ | ------------------------ |
| Fouladou ( flagship building ) | Francia                  | 2016                     | OPV 190                  | 58 metri                 |
| Kedougou | Francia                  | 2015                     | OPV 45                   | 45,9 metri               |
| Ferlo | Francia                  | 2013                     | RPB 33                   | 33 metri                 |
| <i id="mwAaY"><a href="./Conejera" rel="mw:WikiLink" data-linkid="undefined" data-cx="{&quot;userAdded&quot;:true,&quot;adapted&quot;:true}">Conejera</a></i> | Spagna                   | 2012                     | P 31                     | 32 metri                 |
| Fouta | Danimarca                | 1987                     | OSPREY 55                | 55 metri                 |
| Njambuur | Francia                  | 1983                     | PR 72                    | 58 metri                 |
| Coastal Watch Building (BSC) |                          |                          |                          |                          |
| popenguine | Francia                  | 1977                     | PR 48                    | 26 metri                 |
| Podor | Francia                  | 1974                     | PR 48                    | 26 metri                 |
| St. Louis | Francia                  | 1974                     | PR 48                    | 26 metri                 |
| Building and Logistics Support Building (EDIC) |                          |                          |                          |                          |
| Goree | Francia                  | 2011                     | EDIC 700                 | 59 metri                 |
| Carabane | Francia                  | 2011                     | EDIC 700                 | 59 metri                 |
| MC 2 | Francia                  | 2010                     | CTM                      | 24 metri                 |
| Navigatore / Ricerca / Formazione sulla pesca (GSM) |                          |                          |                          |                          |
| Diender | Corea del Sud            | 2018                     | -                        | -                        |
| Samba Laobe Fall | Francia                  | 2008                     | ECO 145                  | 45 metri                 |
| Itaf Deme | Giappone                 | 2000                     | -                        | 38 metri                 |
| Guardia costiera del motoscafo (VCR) |                          |                          |                          |                          |
| 4x stelle | Stati Uniti              | 2015                     | DEF 38                   | 11,5 metri               |
| 1x in primo piano | Stati Uniti              | 2010                     | -                        | 13 metri                 |
| 4x stelle | Francia                  | 2005                     | RPB 12                   | 12 metri                 |
| 2x stelle | Francia                  | 2004                     | RPB 20                   | 20 metri                 |

## Aeronautica

Coccarda dell'Aeronautica Senegalese

Embrionale ai suoi inizi, fu ristrutturato dagli anni '80 con materiali e risorse umane adeguati. Ora ha circa 1000 componenti .

### organizzazione
- Uno stato maggiore chiamato EMAIR con due divisioni: Divisione Operazioni e logistica;
- Un gruppo di supporto GSAA responsabile dell'amministrazione del personale, supporto logistico e difesa delle basi
- Gruppo operativo GOAA responsabile delle missioni aeree.
- Una scuola EAA responsabile della formazione tecnica e professionale del personale dell'aeronautica.

### servizi
| Piano di trasporto      | Piano di trasporto | elicottero           | elicottero       | Piano di addestramento    | fuco                             |
| ----------------------- | ------------------ | -------------------- | ---------------- | ------------------------- | -------------------------------- |
| CASA C-212 (1)          | Airbus A319 (1)    | Alouette III (1)     | Bell 205 (1)     | Morane-Saulnier Rally (1) | Skylark II - probabilmente - (3) |
| CASA CN-235 (3)         | DHC-6 300 (1)      | Mil Mi-2 (1)         | Bell 206 (2)     | Socata TB-30 (6)          | -                                |
| Beechcraft King Air (2) | -                  | Mil Mi-17 (2)        | Agusta AW139 (1) | -                         | -                                |
| Fokker F27 (1)          | -                  | Mil Mi-24 (almeno 2) | -                | -                         | -                                |

## Gendarmeria Nazionale

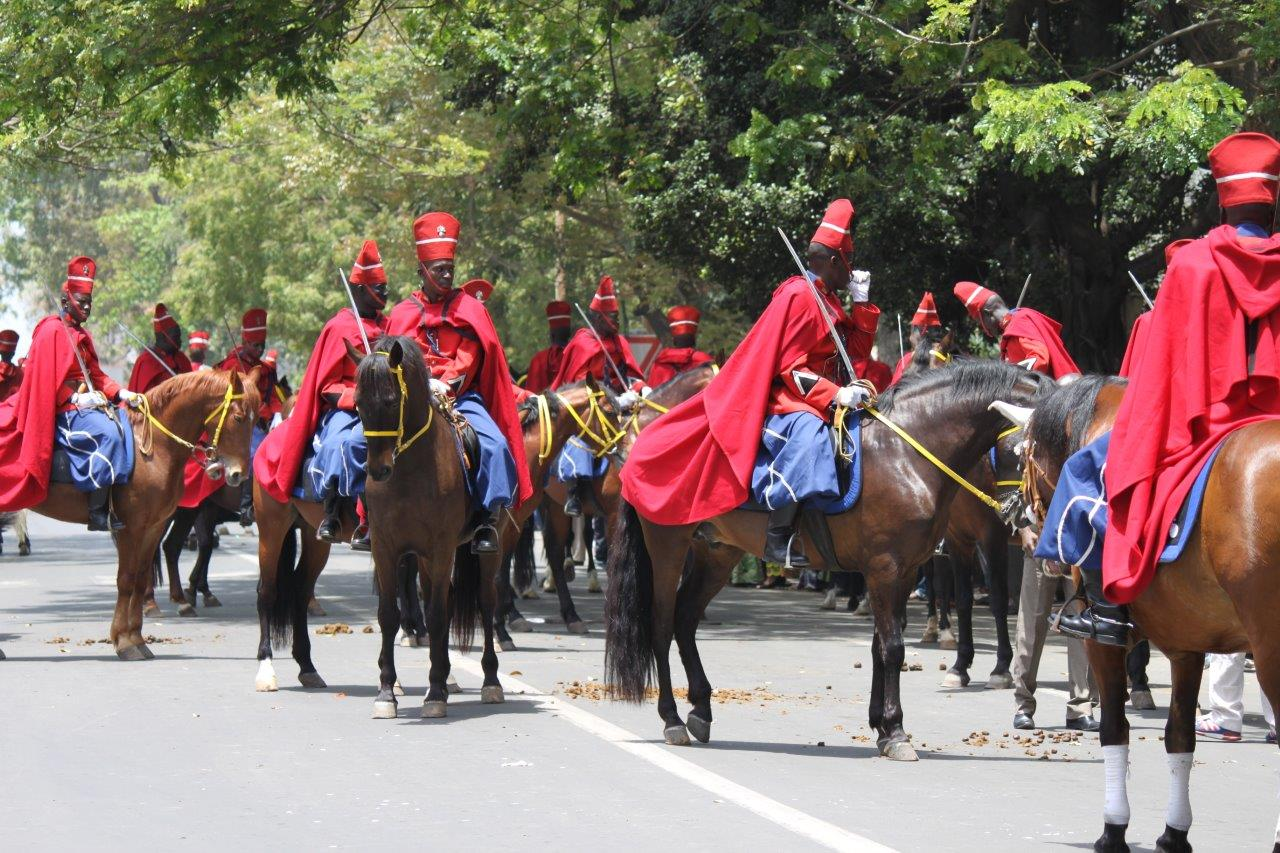
Spahis Senegalese (2012), o Guardia Rossa, affiliato alla Gendarmeria senegalese.

In Senegal, la Gendarmeria Nazionale è una forza di polizia con status militare subordinata al Ministero delle Forze armate per missioni militari e di polizia, mentre la Polizia Nazionale è sotto il Ministero degli Interni. Il numero di emergenza della gendarmeria è lo stesso di quello della polizia: 17 o 112. Questo corpo include anche la Guardia presidenziale dell'ex Guardia coloniale di Spahis senegalese.
È guidato da un Alto Comandante della Gendarmeria assistito da un Alto Comandante nel Secondo. Ufficiali e sottufficiali sono spesso formati in Francia . I compiti principali della gendarmeria sono garantire la sicurezza pubblica e garantire il mantenimento dell'ordine e l'esecuzione di leggi e regolamenti.
L'Alto Comando della Gendarmeria Nazionale ha il comando delle forze di gendarmeria, è nominato dal Presidente supremo degli eserciti della Repubblica che definisce la politica di Difesa Nazionale. Che viene eseguito sotto l'autorità del Primo Ministro dal Ministro delle forze armate. 
- La Direction du Génie et de l'Infrastructure des Armées
- La Direction de l'Action Social des Armées
- La Direction de l'Information et des Relations Publiques des Armées (Sénégal)
- La Direction du Matériel des Armées
- La Direction de l'Intendance des Armées
- La Direction des Transmissions et de l'Informatique
- La Direction de la Prévention et de la Sécurité des Armées
- La Direction du Service de Santé des Armées

### Operazioni in corso
- Mission d’assistance électorale et sécuritaire aux Comores de l’Union Africaine
- Mission des Nations unies au Libéria
- Mission des Nations Unies pour la stabilisation en Haïti
- Mission des Nations Unies en République démocratique du Congo
- Mission des Nations Unies et de l’Union Africaine au Darfour
- Mission des Nations unies en République Centrafricaine et au Tchad
- Mission Intégrée des Nations Unies au Timor-Leste
- Opération des Nations Unies en Côte d’Ivoire
- Opération des Nations unies au Burundi
- Mission d'Intervention et de Soutien au Mali sous Autorité africaine

## Budget
Il bilancio delle forze armate è aumentato del 9% per il periodo 2001-2002 e dell'8% per il periodo 2002-2003, raggiungendo a quel tempo 56 miliardi di franchi CFA o 68,6 milioni di dollari.
Nel 2005 la spesa militare è stata stimata all'1,4% del PIL, nel 2006 all'1,9%.
Secondo l'Istituto internazionale di Stoccolma Peace Research, nel 2005 il bilancio è stato di $ 117,3 milioni sono il 113 °   nelle del bilancio della difesa per paese. Questo rende il Senegal il 3 °   della difesa dell'Africa occidentale francofona alle spalle della Costa d'Avorio e della Guinea Conakry.
Il budget non è rappresentativo del livello di rinnovo dell'attrezzatura perché il Senegal beneficia di molte donazioni materiali dai paesi alleati, il che consente, nonostante il basso budget di investimenti, un aumento di potere e un corretto livello operativo.

## Reclutamento
Per la prima volta, nel 2008 sono state incorporate 300 giovani donne in unità di combattimento.

## Pubblicazioni
Le forze armate pubblicano diverse pubblicazioni come Sunugaal, un giornale di collegamento e di riflessione; Armata/Nazione, una rassegna trimestrale di riflessione; Jambaar, una newsletter e un collegamento bimestrali; Infogendarme, un giornale bimestrale della Gendarmeria Nazionale, nonché la Rivista della Gendarmeria. 
- Chef d'État-Major Général des Armées (CEMGA)
- Grades de l'armée sénégalaise
- Haut Commandant de la Gendarmerie
- Inspecteur Général des Forces Armées (Sénégal)
- Chef d’Etat-major particulier du Président de la République (Sénégal)
- Sous-Chef d’Etat-Major général des Armées (Sénégal)
- Chef d'état-major de l'armée de terre (Sénégal)
- Chef d'état-major de l'armée de mer
- Chef d'état-major de l'armée de l'air
- Directeur de la Documentation et de la Sécurité Extérieure (Sénégal)
- Commandant du Groupement national des Sapeurs pompiers (Sénégal)
- Directeur de l'Information et des Relations Publiques des Armées (Sénégal)
- La Direction du Matériel des Armées (DIRMAT) (Sénégal)